# Jean Dumas (football)
Pour les articles homonymes, voir Jean Dumas (scientifique) et Dumas.
Jean Dumas est un footballeur français né le 27 juillet 1944 à Lyon (Rhône). 

## Biographie
Il a été formé  et a évolué à Lyon comme ailier droit, attaquant central puis milieu de terrain.
Grand espoir lyonnais, aux portes de l'équipe de France espoir, il se blesse lors d'un match de Coupe d'Europe à Porto en septembre 1964. Il ne retrouvera jamais son niveau et se consacre à ses études d'expertise comptable.
Au total, il a disputé 31 matchs en Division 1, 29 matchs en Division 2 et 8 matchs en Coupe des Vainqueurs de Coupes.
Il rejoint ensuite Cuiseaux, en C.F.A.

## Carrière de joueur
- 1963-1966 : Olympique lyonnais
- 1966-1973 : CS Louhans-Cuiseaux[1]

## Palmarès
- Vainqueur de la Coupe de France en 1964 avec l'Olympique lyonnais